# Peribatodes maghrebica
Peribatodes maghrebica là một loài bướm đêm trong họ Geometridae.